# Zerach Warhaftig
Zerach Warhaftig (hebrejsky זרח ורהפטיג‎‎, v jidiš זרח װאַרהאַפֿטיק‎, 2. února 1906 Volkovysk – 26. září 2002) byl izraelský právník, rabín, politik a signatář izraelské deklarace nezávislosti. Více než třicet let byl poslancem Knesetu za různé náboženské strany a více než deset let byl členem izraelské vlády, jakožto ministr náboženství.

## Biografie
Narodil se ve Volkovysku v carském Rusku (dnešní Bělorusko). Během druhé světové války se rabimu Wehaftigovi podařilo přesvědčit japonského velvyslance v Polsku, aby vydal víza pro celou ješivu Mir. Díky tomu se mu podařilo zachránit tisíce životů a židovské rodiny z rukou nacistů, kteří tou dobou již ovládali Polsko. Do britské Palestiny imigroval v roce 1947 a bezprostředně po svém příchodu se začal angažovat v politice. Zprvu byl členem strany náboženských sionistů ha-Po'el ha-Mizrachi a poslancem Knesetu byl poprvé zvolen v prvních parlamentních volbách v roce 1949 za Sjednocenou frontu Tóry, alianci stran ha-Po'el ha-Mizrachi, Agudat Jisra'el, Poalej Agudat Jisra'el a Mizrachi. V roce 1948 začal přednášet židovské právo (halachu) na Hebrejské univerzitě v Jeruzalémě a v této akademické funkci setrval až do roku 1963.
V následujících volbách v roce 1951 strana kandidovala samostatně, a přestože získala pouhé dva mandáty, byla zahrnuta do koaliční vlády Davida Ben Guriona a ve čtvrté vládě byl Warhaftig jmenován náměstkem ministra náboženství. V roce 1956 se strany ha-Po'el ha-Mizrachi a Mizrachi spojily a vznikla Národní náboženská strana. Warhaftig pak vedl stranu a nadále působil jako náměstek až do konce funkčního období třetího Knesetu.
Po volbách v roce 1961 (pátý Kneset) byl jmenován ministrem náboženství a v tomto úřadě setrval až do roku 1974. V roce 1981 opustil Kneset.
Zerach Warhaftig patřil mezi zakladatele Bar-Ilanovy univerzity v Ramat Ganu.

## Ocenění
- V roce 1983 byla Warhaftigovi udělena Izraelská cena za jeho mimořádný přínos izraelské společnosti v oblasti židovského práva.[1]
- V roce 1989 mu byla udělena cena Jakir Jerušalajim (doslova „Úctyhodný občan Jeruzaléma“).[2]

## Dílo
Všechna uvedená díla vyšla hebrejsky; zde jsou však uvedeny anglické názvy.
- A Constitution for Israel článek v Yavne Compilation: Political Problems in Israel s. 17-21, (1949)
- On Rabbinical Judgments in Israel (sebrané projevy; 1956)
- Legal Issues in the Talmud (z přednášek; 1957)
- Editor with Shlomo Zeven: “Remembrance: a Torah Collection in Memory of Rabbi Yizhak HaLevi Herzog (1962)
- Chattel in Jewish Law (1964)
- Problems of State and Religion (články a projevy) (1973)
- Edited: “Religion and State in Legislation: A Collection of Laws and Rulings (1973)
- The Declaration of Independence and Orders for the Order of Government and the Judiciary (1948 and Problems of Religion and State v The Book of Shragai (1982)
- Refugee and Remnant during the Holocaust (1984)
- Researches in Jewish Law (1985)
- A Constitution for Israel – Religion and State (1988)